# Jan Udo Holey
Jan Udo Holey (* 22. März 1967 in Dinkelsbühl) ist ein deutscher Buchautor. Unter dem Pseudonym Jan van Helsing wurde er als Autor von Verschwörungsmythen sowie geschichtsrevisionistischer und rechtsesoterischer Bücher bekannt. Wegen der antisemitischen Ausrichtung seiner Theorien geriet er wiederholt in die öffentliche Kritik. Wissenschaftler und der deutsche Verfassungsschutz bezeichnen ihn in diesem Zusammenhang als rechtsextremistischen Esoteriker.

## Leben

### Herkunft
Holey wurde als zweites von drei Kindern geboren und wuchs in einer Familie auf, in der esoterisches Gedankengut eine zentrale Rolle spielte. Seine Mutter, Luise Holey, bezeichnet sich als „Seherin“, sein Vater, der ehemalige Unternehmer Johannes Holey, ist ein „traditioneller Gnostiker“.
In seiner Jugend stand Holey der Punk-Szene nahe. Auf dem Rathausplatz in Crailsheim sorgte er für Aufsehen, als er dort eine Deutschlandflagge verbrannte. Nach der Schule absolvierte er eine Lehre als Raumausstatter. Nachdem er mehrere Jahre in der Punk-Szene verbracht hatte, kam er mit RAF-Sympathisantenkreisen in Berührung. Dabei will er erkannt haben, dass die „dritte RAF-Generation“ lediglich ein „Killerdienst“ sei, der im Auftrag der Bilderberger „Politiker entsorgt“. Holey beschreibt sich als in die Sexualmagie initiiert. Er glaubt, sexuelle Energie sammeln und lenken zu können, dass Orgasmen ab dem 42. Lebensjahr die Restlebenskraft schmälern, und präferiert den Vollzug des Geschlechtsakts nur mit Partnern gleicher geistiger Reifestufe. Wie nach seiner Auffassung jeder Hellseher bestätigen könne, verunstalte und disharmonisiere Homosexualität die Aura, weshalb sie mit seinem sexualmagischen Weltbild nicht vereinbar ist. Zur Untermauerung seiner Art der Sexualkunde beruft er sich auf Mönche und Priester im alten Germanien und die Kelten.

### Publizistische Aktivitäten
Mit 14 Jahren las Holey Bram Stokers Roman Dracula, der ihn inspirierte, das Pseudonym „van Helsing“ für seine Veröffentlichungen zu nutzen. Zur Begründung führt er an, dass der Illuminatenorden, gegen den sich mehrere seiner Bücher richten, ebenfalls aus „Blutsaugern“ bestünde.
Ende der achtziger Jahre verfasste Holey sein erstes Buch Geheimgesellschaften und ihre Macht im 20. Jahrhundert, das im März 1994 im Ewert-Verlag erschien und hauptsächlich in esoterischen Buchläden verkauft wurde. Bereits nach wenigen Monaten entwickelte es sich zum Bestseller. 1995 folgte die Veröffentlichung von Geheimgesellschaften 2. Das Pseudonym wurde im Juli 1996 durch kritische Berichte der Zeitschrift esotera und des Spiegels aufgedeckt. Bis 1996 eine Anzeige der jüdischen Gemeinde Mannheim wegen Volksverhetzung erfolgte, die den Ladenverkauf stoppte, wurden von beiden Büchern vermutlich mehr als 100.000 Exemplare verkauft. Das Verfahren wurde „wegen mangelnder örtlicher Zuständigkeit“ vom Landgericht Mannheim eingestellt. Es folgte eine Anzeige in der Schweiz, woraufhin die beiden Bücher beschlagnahmt und sowohl in der Bundesrepublik Deutschland als auch in der Schweiz indiziert wurden.
Eine erstmalige Erwähnung von Holey in Verfassungsschutzberichten erfolgte im Verfassungsschutzbericht Baden-Württemberg 1996 des Landesamtes für Verfassungsschutz Baden-Württemberg, wo unter der Rubrik Rechtsextremistische Einflußnahme auf die Esoterikszene über ihn berichtet wurde. Es folgten Erwähnungen im Verfassungsschutzbericht Österreichs 2000 sowie durch das Bundesamt für Verfassungsschutz 2004 und 2005, wo Holey als „rechtsextremistischer Esoteriker“ bezeichnet wurde. Auch in den Sozialwissenschaften findet Holey Einzug als „rechtsextremer Esoteriker“.
Seit Ende der 1990er Jahre publiziert er seine Werke in dem 1998 von seiner Mutter gegründeten Amadeus-Verlag. Seit dem 31. Dezember 2009 ist er dort Geschäftsführer. Der Blick nach Rechts schrieb, er gelte mit seinem Verlag als „bekanntester Vertreter der braunen Esoterik“. Dieser Verlag betreibt auch die Internetseite dieunbestechlichen.com; das Impressum nennt Holey als Chefredakteur. Die Seite verheißt „unzensierte Nachrichten – politisch unkorrekt und kostenlos!“
Von 2007 bis 2010 betrieb er den Web-TV-Kanal Secret.tv, über den er seine esoterischen und verschwörungstheoretischen Thesen verbreitete. Darüber wurde ein von Holey und Stefan Erdmann erstellter Film über die Cheops-Pyramide verbreitet. "Filmportal für braune Esoterik" nennt die Evangelische Zentralstelle für Weltanschauungsfragen den Internet-Sender. Das „Handbuch der Alternativmedien“ bezeichnet den Sender als „rechtsextremes Internet-TV“.
In seinen Büchern knüpft Helsing an die Verschwörungstheorien der Autoren Gary Allen und Des Griffin und ihre Werke Die Insider (1970) und Wer regiert die Welt (1976) an. Insbesondere stützt er sich auf den amerikanischen Ufologen Milton William Cooper, den er auch persönlich kannte und aus dessen Werk Behold a Pale Horse er ausführlich zitiert. Holey behauptet eine weltweite Verschwörung der Illuminaten, zu denen er Freimaurer und Juden zählt. Er vertritt die Ansicht, Hitler sei durch Bulwer-Lyttons Buch The Coming Race (1871) und Ossendowskis Titel Tiere, Menschen und Götter inspiriert worden, wofür es keinerlei Belege gibt. Holey bedient mit diesen Behauptungen jedoch Neonazi-Klischees, da viele Passagen der Autoren Bulwer-Lytton und Ossendowski neben theosophischen Quellen zur Bildung von Neonazi-Legenden beigetragen haben.
Im Oktober 2011 erschien im Internetportal Kopp-Online des Kopp-Verlages ein langes Interview zu seinem neuen Buch Hitler überlebte in Argentinien. Am 23. Dezember 2011 erschien dort ein Vorwort Holeys in Originallänge.

### Juristische Auseinandersetzungen
1996 wurden beide Bücher Geheimgesellschaften auf Antrag der Jüdischen Gemeinde Mannheim nach einem Beschlagnahmebeschluss des Amtsgerichts Mannheim wegen Volksverhetzung vom Markt genommen.
Trotz der 1998 aus formalen Gründen erfolgten Einstellung des Strafverfahrens gegen Holey wegen Volksverhetzung waren beide Bücher verboten, weil der Inhalt „hochgradig antisemitisch war“.
In der Schweiz waren Holeys Bücher wegen des Verstoßes gegen das Anti-Rassismus-Gesetz von 1995 verboten worden.
Infolgedessen war der Autor bemüht, in der Einleitung und im ersten Teil seiner Schrift das Verbot seiner Bücher als verfassungsrechtlich bedenklich hinzustellen. Auf Seite 14 des ersten Teils schrieb er dazu seine Rechtsauslegung:

„[Das Buch…] richtet sich vielmehr ausschließlich gegen die Hintergrundmächte, Weltverschwörer, Freimaurer, Rotarier, […] diese Gruppen sind aber kein Teil der deutschen Bevölkerung i. S. § 130 StGB und damit nicht Tatobjekt dieser Vorschrift […]“

2001 hob das Landgericht Mannheim den Beschlagnahmebeschluss wieder auf. Die Indizierung in beiden Ländern wurde nicht aufgehoben.

### Rezeption und Bewertung der Veröffentlichungen
Hubert Michael Mader von der österreichischen Landesverteidigungsakademie zufolge ist Holey mit seinen Bestsellern der wohl bedeutendste Coup des Rechtsextremismus nach 1945 gelungen. Er verarbeite verschiedene Themen, die in der esoterischen Szene seit längerem geläufig seien und unspektakulär rezipiert würden. Diese, und das sei das Neue, spitze er mit ungewöhnlich zahlreichen rechtsextremen Ideen zu und vermische sie mit auf seinen Verschwörungstheorien basierenden Interpretationen, wonach der Welt, insbesondere Deutschland, die Vernichtung durch Geheimgesellschaften drohe. Juden seien bei dieser Verschwörung federführend. Dazu habe er im Wesentlichen die rechtsextremen Schriften der Holocaustleugner und Ufologen Miguel Serrano, Wilhelm Landig und des britischen Anthroposophen Trevor Ravenscroft mit einigen Originalquellen vermischt. Holey befürworte autoritäre Staats- und Gesellschaftsvorstellungen, beschönige den Nationalsozialismus und leugne die Kriegsschuld Deutschlands. Holey unterstelle seinen Kritikern von vornherein, sie hätten Angst vor (mentaler) Veränderung. Er beteuere zwar, niemanden manipulieren zu wollen, seine Veröffentlichungen erweckten jedoch immer wieder den Eindruck, als beabsichtige er, seine Leser mental „umprogrammieren“ zu wollen.
Rüdiger Sünner zählt Holey zu den Jüngern der „Schwarzen Sonne“, die NS-Mythen von der Überlegenheit einstiger „arischer“ Urkulturen, wie Thule und Atlantis, adaptieren und in ihre phantastischen Traktate einbauen, in denen das Dritte Reich verklärt oder seine Verbrechen geleugnet werden. Insbesondere Serrano und Holey hätten dabei durch die Einbeziehung von Ufo-Legenden zu einer Modernisierung rechter Esoterik beigetragen.
Der Historiker Goodrick-Clarke merkt an, dass Holeys Eintreten für Humanität und den esoterischen New-Age-Ethos lediglich seine antisemitischen Motive kaschiere. Das Handbuch des Antisemitismus widmet Holey einen Personenartikel. Darin wird er der „sogenannten neugermanisch-heidnischen Szene“ zugeordnet, da er neurechte Mythologie und Esoterik miteinander verknüpfe. Stefan von Hoyningen-Huene zählt ihn zu den „esoterischen Verschwörungstheoretikern“.
Tobias Jaecker ordnet Holey gleichfalls dem esoterischen Spektrum zu, in dem der Weltverschwörungsglaube eine zentrale Position einnehme. Armin Pfahl-Traughber sieht in Holeys Werken die Verbindung von esoterischen mit rechtsextremistischen Ideologieversatzstücken. Wolfgang Wippermann sieht Holeys Behauptungen als exemplarisch für esoterische Verschwörungsideologien an, die, wie sich an seinen Schriften verdeutlichen lasse, den nationalsozialistischen „aufs Haar“ glichen. Laut Ursula Caberta ist er der bekannteste deutsche Verschwörungstheoretiker. Durch seine Bestseller sei die Esoterik im deutschsprachigen Raum zum wichtigsten Einfallstor für rechtsextreme Ideologien geworden.
Der Trend der Esoterik-Szene in Richtung rechtsextremer Standpunkte zeigte sich schon kurz nach Holeys Büchern mit dem Erscheinen von fünfzig bis sechzig esoterisch-rechtsextremen Weltverschwörungsbüchern. Der Vorsitzende des sich als „arische Elite“ verstehenden Armanen-Ordens, Adolf Schleipfer, bewirbt und empfiehlt Holeys 1. Band der Geheimgesellschaften als Grundlagenwerk zum Thema Logentum-Verstrickungen, das ganze Bibliotheken ersetze. Der Spiegel schrieb in seiner Ausgabe 51/1996 über die Geheimgesellschaften Band 1 und 2: „Holeys Verschwörungstheorien lesen sich wie eine Mixtur aus Mein Kampf, wilder Science Fiction und Schwarzer Magie.“ Im Mai 1996 berichtete das Nachrichtenmagazin Focus über das Verbot seiner Bücher in der Schweiz.

#### Geheimgesellschaften und ihre Macht im 20. Jahrhundert(zwei Bände)
In den Geheimgesellschaften kombiniert Holey Science-Fiction, Esoterik, germanische Mythologie, christliche Zahlenmystik sowie Ufologie und spricht von einer „weltweiten Verschwörung der – als jüdischen Ursprungs gekennzeichneten – ‚Illuminaten‘ zum Nachteil der Welt und insbesondere Deutschlands“. 1773 soll Mayer Amschel Rothschild in der Frankfurter Judengasse mit zwölf anderen jüdischen Geldgebern den Plan gefasst haben, durch insgesamt drei Weltkriege bis zum Jahr 2000 den Weg für ihre Weltregierung freizumachen. Dabei bezieht sich Holey explizit auf die Protokolle der Weisen von Zion, eine Anfang des 20. Jahrhunderts veröffentlichte antisemitische Fiktion, welche die jüdische Weltverschwörung belegen soll. Durch seine dramatische Darstellungsweise, mit der er einen außerirdischen Kampf um das Schicksal unserer Zivilisation suggeriert, konnte Holey seinen laut Nicholas Goodrick-Clarke manichäischen Antisemitismus in der New-Age-Szene verbreiten. Um die Glaubwürdigkeit der Protokolle zu unterstreichen, stützte sich Holey eingehend auf den Verschwörungstheoretiker Milton William Cooper. Einwände, dass die Protokolle nachweislich auf Fälschungen beruhen, kommentierte er:

„Auch ist mir die Frage nach der Echtheit unverständlich. Das würde der Aussage entsprechen, dass die Zehn Gebote nicht echt seien. Es ist vollkommen gleichgültig, ob die Zehn Gebote von Gott, einem Außerirdischen oder von Herrn Müller sind. […] Der Ursprung ist völlig irrelevant. So ist es auch mit den ‚Protokollen‘. Die Dinge, die darin beschrieben sind, werden angewendet.“

Außer auf die Protokolle stützt sich Holey auf zahlreiche antisemitische und geschichtsrevisionistische Autoren wie etwa David Irving, David L. Hoggan, Germar Rudolf und andere Holocaustleugner. Eine weitere geistige Verwandtschaft besteht zum geistigen Vater der rechtsextremen Europäischen Arbeiter-Partei (EAP), Lyndon LaRouche, mit dem sich Holey solidarisiert. Holey hält LaRouche für einen Widersacher der geheimen Weltverschwörer, der „einem durch das amerikanische Establishment inszenierten Justizskandal“ zum Opfer gefallen sei und zu Unrecht durch Propaganda der Anti-Defamation-League zum Rechtsextremisten gestempelt worden sei.
Unter Berufung auf den Verschwörungstheoretiker William Guy Carr behauptet Holey unter anderem, der Ursprung der Protokolle liege Jahrhunderte zurück, und sie seien ein Plan zur Erlangung der Weltherrschaft. Nach Holey arbeitet ein von ihm so genanntes „jüdisches Bankensystem“, insbesondere die Familie Rothschild, mit den Illuminaten als „wahren Machthabern“ an einer weltumspannenden Verschwörung. Diese hätten absichtlich den Zweiten Weltkrieg ausgelöst, um durch dessen enorme Kosten die Vereinigten Staaten von der Hochfinanz abhängig zu machen. Ihr Endziel sei eine Neue Weltordnung. Weitere klassische antisemitische Ideologeme, die er verbreitet, sind die Ritualmordlegende – angeblich wäre der Findling Kaspar Hauser aus religiösen Gründen von Juden ermordet worden –, die Legende von der jüdischen Kriegserklärung an Deutschland im September 1939, Spekulationen über eine angeblich weltumspannende Macht der jüdischen Loge B’nai B’rith und die Behauptung, Juden wären in Wahrheit Teufelsanbeter. Dabei unterscheidet er zwischen semitischen Juden und Chasaren und aschkenasischen Juden, die er zu seinen wahren Feinden zählt. Im Anschluss druckte er einige Seiten der bösartigen Übersetzung des Talmud von Johannes Pohl ab, die 1943 von der NSDAP zur antisemitischen Propaganda publiziert worden war. Darüber hinaus behauptet Holey, Helmut Kohl wäre Jude und hätte ursprünglich Henoch Kohn geheißen und HIV wäre im Auftrag der angeblich jüdischen Illuminati künstlich erzeugt worden.
Das geheime Weltverschwörer-Netzwerk der ‚Illuminati‘ umfasst in Holeys Ideologie diverse Organisationen und Vereinigungen, darunter die UNO. Intrigante geheime Strippenzieher hinter der UNO hätten sämtliche „Kriege der letzten zwei Jahrhunderte selbst bewirkt.“ Die UNO-Truppen seien eine „internationale Polizeimacht“, um unabhängige Staaten wie Libyen und den Iran, die von den (gleichgeschalteten) internationalen Massenmedien als Aggressoren verleumdet würden, unter Kontrolle zu bringen. Holey zeichne ein verzerrtes revisionistisches Geschichtsbild, das wesentliche Fakten unberücksichtigt lässt und in vielen Bereichen mit der ehemaligen NS-Propaganda übereinstimme, etwa in der Frage angeblicher jüdischer Kriegserklärungen an Deutschland, geschichtsverfälschender Darstellungen der Rolle Polens und der Kriegsschuldfrage. Zur Untermauerung seiner geschichtsrevisionistischen Themen bemüht er bekanntes neonazistisches Material wie die Morgenthau-Legende und behauptet, deutsche und japanische Friedensangebote seien systematisch ignoriert worden, weil die Elite der Illuminaten unter dem Deckmantel von Demokratie und Liberalismus beide Länder dem Erdboden gleich machen wollte, um die anschließenden Investitionsmöglichkeiten zu maximieren und die Eingliederung in eine geplante weltumspannende Diktatur zu erleichtern.
Seine Verschwörungstheorien muteten wie eine Mischung aus Mein Kampf, wilder Science Fiction und Schwarzer Magie an. Er beschreibt einen schwarzmagisch agierenden tibetischen Orden, der maßgeblich an der Entstehung und Ausformung des Dritten Reiches beteiligt gewesen sei. So gäbe es eine Untergrundorganisation namens „Schwarze Sonne“, die nach Ansicht von Neofaschisten überall auf der Erde unterirdische Basen und Kolonien betreibe, die von Millionen Reichsdeutschen bewohnt seien. Einer dieser Stützpunkte befände sich in über 5000 Meter Höhe im Himalaya. China sei deshalb in Tibet einmarschiert, habe tibetische Mönche im Auftrag freimaurerischer Illuminati gefoltert und umgebracht, um die Reichsdeutschen zu lokalisieren und zu liquidieren und dadurch die Entstehung eines neuen deutschen Lichtreiches zu vereiteln. Das chinesische Vorhaben sei jedoch missglückt, da sich die reichsdeutschen Kolonien in versteckten Tälern befunden hätten und unter dem Schutz der höchsten tibetischen Loge, der „Gelugpa“ oder „Gelbkappen“, stünden, die auch die „Ariannis“ (Nachkommen von Außerirdischen und heutige Bewohner unterirdischer Reiche) protegieren würden.
In einer geschickten Montage von Fakten, nicht nachprüfbaren Zeugenaussagen, Teilwahrheiten und abwegigen Interpretationen behauptet Holey, Adolf Hitler habe mittels zweier SS-Expeditionen versucht, die Eingänge in das von Ariern bewohnte unterirdische Reich Agartha im Himalaya zu finden, um in Kontakt mit den Nachkommen der arischen Gottmenschen in deren Hauptstadt Shamballa treten zu können. Der König Shamballahs heiße Rigden Iyepo, der König der Welt, der oberirdisch vom Dalai Lama vertreten werde. Andere Kolonien des von Hitler aufgebauten letzten Bataillons befänden sich in Neuschwabenland (Antarktis), den Anden, Grönland, auf den kanarischen Inseln, afrikanischen Gebirgsketten, im Irak, Japan und im Erdinneren. Holey schreibt von vergeblichen Versuchen der Alliierten, die deutsche Kolonie in der Antarktis anzugreifen. Auch das Zünden von zwei Atombomben über Neuschwabenland im Jahre 1958 habe die deutsche Kolonie nicht besiegen können. Daraus schlussfolgert er, dass das Deutsche Reich weiterhin existiere und nie kapituliert habe, sondern nur die von Dönitz vertretene deutsche Wehrmacht. Holey habe von einem Kurier der „Schwarzen Sonne“ erfahren, dass es im Jahr 1994 ein stehendes Heer von weltweit 6 Millionen Soldaten gäbe, das aus eingeschleusten Aldebaranern, Ariannis und Reichsdeutschen bestünde. Diese Armee verfüge über 22.000 Reichsflugscheiben. Deshalb hätten die U.S.A. und Russland das SDI-Programm ins Leben gerufen. Der Mittelteil des ersten Bandes enthält unscharfe Fotos von Flugscheiben mit Hakenkreuz- und
SS-Symbolen. Holey behauptet, diese seien authentisch. Er habe sie persönlich vom britischen Geheimdienst bekommen, der sie 1945 in versteckten SS-Archiven gefunden habe. Esoterische Unterabteilungen der Thule-Gesellschaft und der SS (mit dem Namen »Schwarze Sonne«) hätten bereits in den 1940er Jahren UFOs mit Antigravitationsmotoren besessen, mit denen sie bis zum Sternensystem Aldebaran geflogen seien. Hitler habe die Konzeption und den Bau dieser UFO-Wunderwaffen abgesegnet, an der Karl Haushofer, Rudolf von Sebottendorf und Viktor Schauberger beteiligt gewesen seien. Holey bezieht sich explizit auf Rudolf von Sebottendorf und seine Thule-Mythologie, wenn er die Existenz einer „höheren Rasse“ behauptet, aus der die Germanen hervorgegangen wären.

#### Hände weg von diesem Buch!
Nach der durch das Amtsgericht Mannheim verfügten Beschlagnahme seiner beiden Verschwörungsbücher wegen antisemitischer Volksverhetzung stilisierte sich Holey in seinem 2004 erschienenen Werk Hände weg von diesem Buch! selbst als Verschwörungsopfer und vermarktete sein vermeintliches Martyrium im Werbetext entsprechend als „die letzten Geheimnisse unserer ‹aufgeklärten› Welt“. Von diesem bisher erfolgreichsten seiner Bücher, das daneben diverse grenzwissenschaftliche Themen darstellt, sind laut Amazon 2010 in Deutschland 165.000 Exemplare verkauft worden. Holey behauptet, das Buch behandele im Kern das Finden der eigenen Persönlichkeit. Laut Ulrike Heß-Meining zeigt er in diesem Buch erneut seine rechtsextremen antisemitischen Ansichten, wenn auch in einer eher subtilen Form.

#### Weitere Bücher
Holeys drittes Buch Der Dritte Weltkrieg erschien 1996 und enthält Prophezeiungen verschiedener Wahrsager. In dem Buch Unternehmen Aldebaran. Kontakte mit Menschen aus einem anderen Sonnensystem. (1997) befasst sich Holey mit arisch aussehenden Außerirdischen, die mit UFOs auf die Erde gekommen sein sollen, um Genmanipulationen an der Menschheit vorzunehmen. 1998 erschien Die innere Welt: Das Geheimnis der schwarzen Sonne. Das Buch handelt von einer angeblichen Erfindung der Nationalsozialisten, den Reichsflugscheiben, die heute im hohlen Erdinneren stationiert seien. 1999 berichtete Holey in Die Akte Jan van Helsing über den Strafprozess gegen ihn und stellt sich und seine Ideen als Opfer von Verschwörungen hin. Im Jahr 2000 erzählt er in Die Kinder des neuen Jahrtausends über medial begabte Kinder, die Kontakt zu Toten haben und Auren lesen könnten. Das 2005 erschienene Wer hat Angst vorm schwarzen Mann? setzt sich mit Nahtoderfahrungen auseinander, der Autor behauptet zudem, mediale Interviews mit dem Tod geführt zu haben. Zusammen mit Stefan Erdmann veröffentlichte Holey 2008 Die Jahrtausendlüge: Auf der Spur des Pyramidenrätsels; in dem Buch wird behauptet, die Pyramiden seien Wasserkraftwerke gewesen. Zuvor hatte Holey die gleiche These in seinem DVD-Film: „Die Cheops-Lüge“ verarbeitet. Im April 2009 veröffentlichte Holey Das 1-Million-Euro-Buch, das sich an Bestseller wie The Secret – Das Geheimnis von Rhonda Byrne anlehnt und Reichtum als ein Resultat der inneren Einstellung darstellt. 2010 erschien Geheim-Gesellschaften 3 – Krieg der Freimaurer, ein angebliches Interview mit einem „Hochgradfreimaurer“, der Holeys eigene Behauptungen bestätigt. 2011 war Holey Koautor eines Buches, das die Verschwörungstheorie verbreitet, Adolf Hitler wäre 1945 aus Berlin nach Argentinien entkommen. 2020 kam der Titel Wir töten die halbe Menschheit – und es wird schnell gehen! auf den Markt, worin behauptet wird, die „Elite“ plane, „‚minderwertige‘ Völker über Krankheiten und Seuchen loszuwerden“, um den überlebenden Rest in „die grün-sozialistische Neue Weltordnung zu überführen“; Corona sei erst der Anfang – über einen vorgeblichen „Corona-Plan“ will Holey überdies bereits seit August 2019 informiert gewesen sein. Mit seinem Vater Johannes Holey verfasste Holey den 2021 erschienenen Titel Handbuch für Götter. Darin warten beide mit esoterischen Erkenntnissen durch den „hellsichtigen Johannes“ auf und erörtern die Frage, warum die Illuminaten, die er für die Drahtzieher des Weltgeschehens hält, alles zensieren, das ihren vermeintlichen Machenschaften gefährlich werden könnte.

#### Film
Holeys Sender Secret TV produzierte den Film Die Cheops-Lüge. Außerdem trat Secret TV als Sponsor des 2008 produzierten Zeichentrickfilms Fabian, der Goldschmied auf, der eine ähnliche Verschwörungstheorie wie Holey in Geheimgesellschaften vertritt: „Fabian, der Goldschmied“ habe den Geheimbund der „Erleuchteten“ gegründet und lenke seitdem das Weltgeschehen. Der Film, der laut Bundesinnenministerium „auf subtile Weise antisemitische Klischees über ‚Machtjunkies der Finanzdynastien‘, die ‚Macht über die Massen‘ erlangen“, transportiert, entstand mit Unterstützung des Kopp-Verlags. Auch andere Behauptungen aus Holeys Werk, wie das von den „Erleuchteten“ geplante Tätowieren eines Barcodes auf Menschen, finden sich in dem Film wieder.

## Werkliste

### Bücher

#### Unter eigenem Namen
- Die innere Welt. Das Geheimnis der schwarzen Sonne. Roman. Ama Deus Verlag, Fichtenau 1998, ISBN 3-9805733-1-1.
- Die Akte Jan van Helsing. Eine Dokumentation über das Verbot zweier Bücher im „freiesten Land deutscher Geschichte“. Ama Deus Verlag, Fichtenau 1999, ISBN 3-9805733-9-7.
- Die Kinder des neuen Jahrtausends. Mediale Kinder verändern die Welt. Ama Deus Verlag, Fichtenau 2001, ISBN 3-9807106-4-5.

#### Unter dem Pseudonym „Jan van Helsing“
- Geheimgesellschaften und ihre Macht im 20. Jahrhundert. ISBN 3-89478-069-X (in Deutschland 1996 indiziert und beschlagnahmt, Aufhebung des Beschlagnahmebeschlusses 2001).
- Geheimgesellschaften 2 (das Interview). ISBN 3-89478-492-X (in Deutschland 1996 indiziert und beschlagnahmt, Aufhebung des Beschlagnahmebeschlusses 2001).
- Buch 3 – Der Dritte Weltkrieg. Ewert, Lathen (Ems) 1996, ISBN 3-89478-573-X.
- Unternehmen Aldebaran. Kontakte mit Menschen aus einem anderen Sonnensystem. Die sensationellen Erlebnisse der Familie Feistle. Ewert, Lathen (Ems) 1997 (Copyright-Jahr), ISBN 3-89478-220-X.
- Hände weg von diesem Buch! Ama Deus Verlag, Fichtenau 2004, ISBN 3-9807106-8-8.
- Wer hat Angst vor’m schwarzen Mann…? Ama Deus Verlag, Fichtenau 2005, ISBN 3-9807106-5-3.
- Nationale Sicherheit – Die Verschwörung. Streng geheime Projekte in Technologie und Raumfahrt  Ama Deus Verlag, Fichtenau 2005, ISBN 3-938656-25-5.
- Die Jahrtausendlüge. Auf der Spur des Pyramidenrätsels. Ama Deus Verlag, Fichtenau 2008, ISBN 3-938656-30-1 (mit Stefan Erdmann).
- Das 1-Million-Euro-Buch Ama Deus Verlag, Fichtenau 2009, ISBN 3-938656-99-9 (mit Dr. Dinero).
- Geheim-Gesellschaften 3 – Krieg der Freimaurer. Ama Deus Verlag, Fichtenau 2010, ISBN 978-3-938656-80-8.
- Hitler überlebte in Argentinien. Ama Deus Verlag, Fichtenau 2011, ISBN 978-3-938656-20-4 (mit Abel Basti).
- politisch unkorrekt: unbequeme Tatsachen und gefährliche Wahrheiten, die man nicht mehr aussprechen darf! Ama Deus Verlag, Fichtenau 2012, ISBN 978-3-938656-60-0 (mit Michael Morris, Andreas Popp, Johann Georg Schnitzer, Michael Friedrich Vogt, Stefan Erdmann, Ben Morgenstern, Johannes Holey, Rudolf Passian)
- Wenn das die Patienten wüssten – Wahre Ursachen, Wirksame Therapien Ama Deus Verlag, Fichtenau 2021, ISBN 978-3-938656-75-4 (mit Vera Wagner)
- Mit Jason Mason: UFOs und die Ringmacher des Saturn. Die NASA entdeckt riesige Raumschiffe in den Saturnringen – und hält es geheim. Neue militärische Whistleblower berichten über das Geheime Weltraumprogramm und die Rückkehr der weißen Götter! Amadeus Verlag GmbH & Co. KG, Fichtenau 2024. ISBN 978-3-98562-021-0. ISBN 3-98562-021-0
- Mit Jason Mason: UFOs und die Geheimnisse der Antarktis. Neu-Berlin, die Antarktis-Deutschen, Tiefseebasen von Aliens und Militär sowie das Leben in der Hohlwelt, Amadeus Verlag GmbH & Co. KG, Fichtenau 2025. ISBN 978-3-98562-032-6. ISBN 3-98562-032-6

### Hörbücher
- Stefan Erdmann: Interview mit Jan van Helsing. Ama Deus Verlag, Fichtenau 2006, ISBN 3-938656-01-8.

### Filme
- Die Cheops-Lüge
- Fabian, der Goldschmied, 2008